# Zalaegerszegi TE
Zalaegerszegi Torna Egylet je maďarský fotbalový klub z města Zalaegerszeg. Založen byl roku 1920, největších úspěchů však dosáhl až v 21. století. Jednou se stal mistrem Maďarska (2002), jednou skončil v maďarské lize třetí (2007).
Ve finále maďarského fotbalového poháru v sezóně 2009/10 podlehl výsledkem 2:3 klubu Debreceni VSC.

## Kompletní výsledky v evropských pohárech
| Sezóna  | Soutěž | Kolo  |            | Soupeř            | Doma | Venku | Celkem |
| ------- | ------ | ----- | ---------- | ----------------- | ---- | ----- | ------ |
| 2002-03 | LM     | 2.př. | Chorvatsko | NK Záhřeb         | 1-0  | 1-2   | 2-2    |
| 2002-03 | LM     | 3.př. | Anglie     | Manchester United | 1-0  | 0-5   | 1-5    |
| 2002-03 | UEFA   | 1.    | Chorvatsko | Dinamo Záhřeb     | 1-3  | 0-6   | 1-9    |
| 2010-11 | EL     | 1.př. | Albánie    | KF Tirana         | 0-1  | 0-0   | 0-1    |